# Мирашелли
Мирашелли́ (азерб. Mirəşelli) — село в Агдамском районе Азербайджана.

## Этимология
Название происходит от рода Мирашеллиляр.

## История
Первые упоминания села датированы началом XX века.
В 1926 году согласно административно-территориальному делению Азербайджанской ССР село относилось к дайре Хиндристан Агдамского уезда.
После реформы административного деления и упразднения уездов в 1929 году был образован Карвендский сельсовет в Агдамском районе Азербайджанской ССР.
Согласно административному делению 1961 и 1977 года село Мирашелли входило в Карвендский сельсовет Агдамского района Азербайджанской ССР.
До 2020 года село периодически подвергалось обстрелам.
В 1999 году в Азербайджане была проведена административная реформа и был учрежден Ахмедагалинский муниципалитет Агдамского района, куда и вошло село.

## География
Неподалёку от села протекает река Хачынчай.
Село находится в 21 км от райцентра Агдам, в 11 км от временного райцентра Кузанлы и в 327 км от Баку. Ближайшая ж/д станция — Тазакенд.
Высота села над уровнем моря — 252 м.

## Население
| Численность населения |
| 1979                  |
| --------------------- |
| 540                   |

## Климат
В селе холодный семиаридный климат.

## Инфраструктура
Большая часть инфраструктуры села была разрушена в ходе Карабахского конфликта. В июне 2015 года в селе было уничтожено кладбище.